# Gonia secunda
Gonia secunda är en tvåvingeart som beskrevs av Villeneuve 1929. Gonia secunda ingår i släktet Gonia och familjen parasitflugor.
Artens utbredningsområde är Libanon. Inga underarter finns listade i Catalogue of Life.